# Harris J
Harris J, pseudonimo di Harris Jung (Chelsea, 2 maggio 1997), è un cantante britannico.

## Biografia
Si è diplomato alla BRIT School of Performing Arts di Londra. Il suo album Salam è stato pubblicato nel 2015 su Awakening Music. Nel 2016 è protagonista della soap opera Salam in onda sul canale indonesiano RCTI. Nello stesso anno il disco Salam viene certificato platino in Indonesia.
Nel 2017 ha lanciato un libro per bambini intitolato Salam Alaikum: A Message of Peace. Nello stesso anno ha intrapreso una tournée a livello nazionale nel Regno Unito. Il 25 dicembre 2018 ha pubblicato l'album live Harris J Live in Concert.

## Discografia

### Album in studio
- 2015 – Salam

### Album dal vivo
- 2018 – Harris J Live in Concert